# Эрменгол I (граф Урхеля)

Каталонские графства в IX—XII вв

Эрменгол (Арменгол) I из Кордовы (исп. Ermengol (Armengol) I el de Córdoba; 973/977 — 1 сентября 1010) — граф Урхеля с 992 года.
Второй сын графа Барселоны Борреля II. При разделе отцовских владений получил Урхель.
Дважды ездил в Рим (998, 1001) и регулярно совершал паломничества в Сантьяго де Компостела и Ле Пюи.
Утвердил свой сюзеренитет над замками, владельцы которых раньше пользовались полной независимостью.
Участник Реконкисты, в 1003—1004 годах был в плену у кордовского халифа Абдельмелика. В 1008 году совершил несколько удачных набегов на территорию халифата.
В 1010 году вместе с братом, графом Барселоны Раймоном Баррелем, совершил поход на Кордову, во время которого умер.
Жена — Гериберга. В Europäische Stammtafeln названа как Тетберга, дочь графа Прованса Ротболда II. Она упоминается в документах, датированных 10 июля 1000 и 7 апреля 1005 года. Умерла не позднее 1017 года. От неё дети:
- Эрменгол II, граф Урхеля
- Эстефания, жена Гиллермо I, графа Пальярс Собира